# Noyau vestibulaire supérieur
Le noyau vestibulaire supérieur (ou noyau de Bechterew) est le noyau vestibulaire en position dorso-latérale.
Il reçoit les collatérales et les terminaisons des branches ascendantes du nerf vestibulaire.
Il envoie des fibres non croisées au nerf oculomoteur (nerf crânien III) et au nerf trochléaire (nerf crânien IV) via le faisceau longitudinal médial.